# Onthophagus aciculatus
Onthophagus aciculatus là một loài bọ cánh cứng trong họ Bọ hung (Scarabaeidae).